# Tarzan, l'aventure perdue
Ce roman a été écrit par Joe R. Lansdale à partir de notes laissées par Edgar Rice Burroughs. Il fait partie de la série Tarzan.

## Version originale
Titre : Tarzan, the lost adventure.
Parution en quatre épisodes puis en un seul volume chez Dark Horse, 1995.

## Éditions françaises
- 1997 : Tarzan, l'aventure perdue Michel Decuyper (publication à titre amateur).